# Scadoxus
Scadoxus ist eine Pflanzengattung innerhalb der Familie der Amaryllisgewächse (Amaryllidaceae). Die etwa neun Arten sind von der arabischen Halbinsel über Ostafrika sowie dem tropischen bis zum südlichen Afrika weitverbreitet.

## Beschreibung und Phänologie

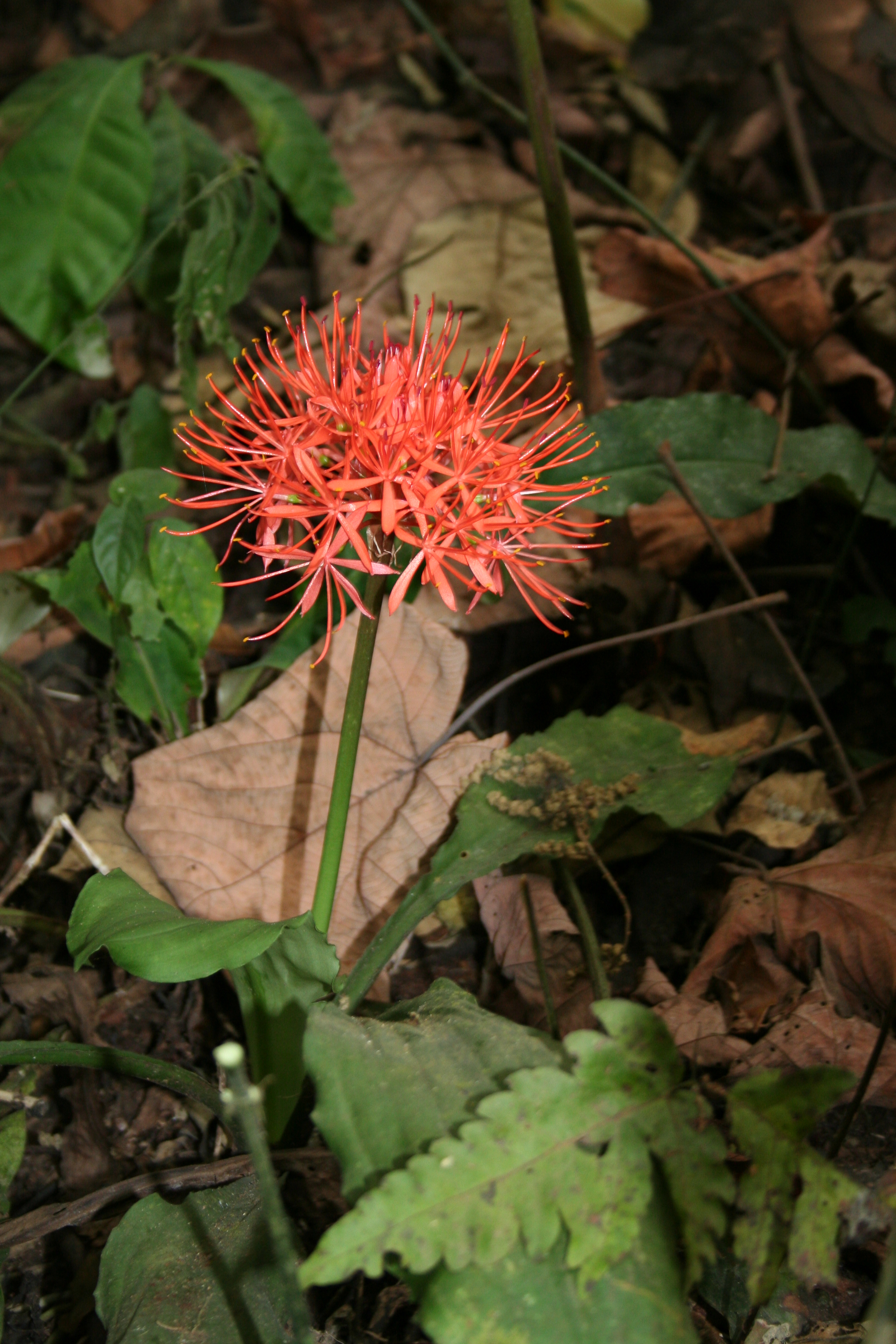
Habitus und Blütenstand von Scadoxus cinnabarinus

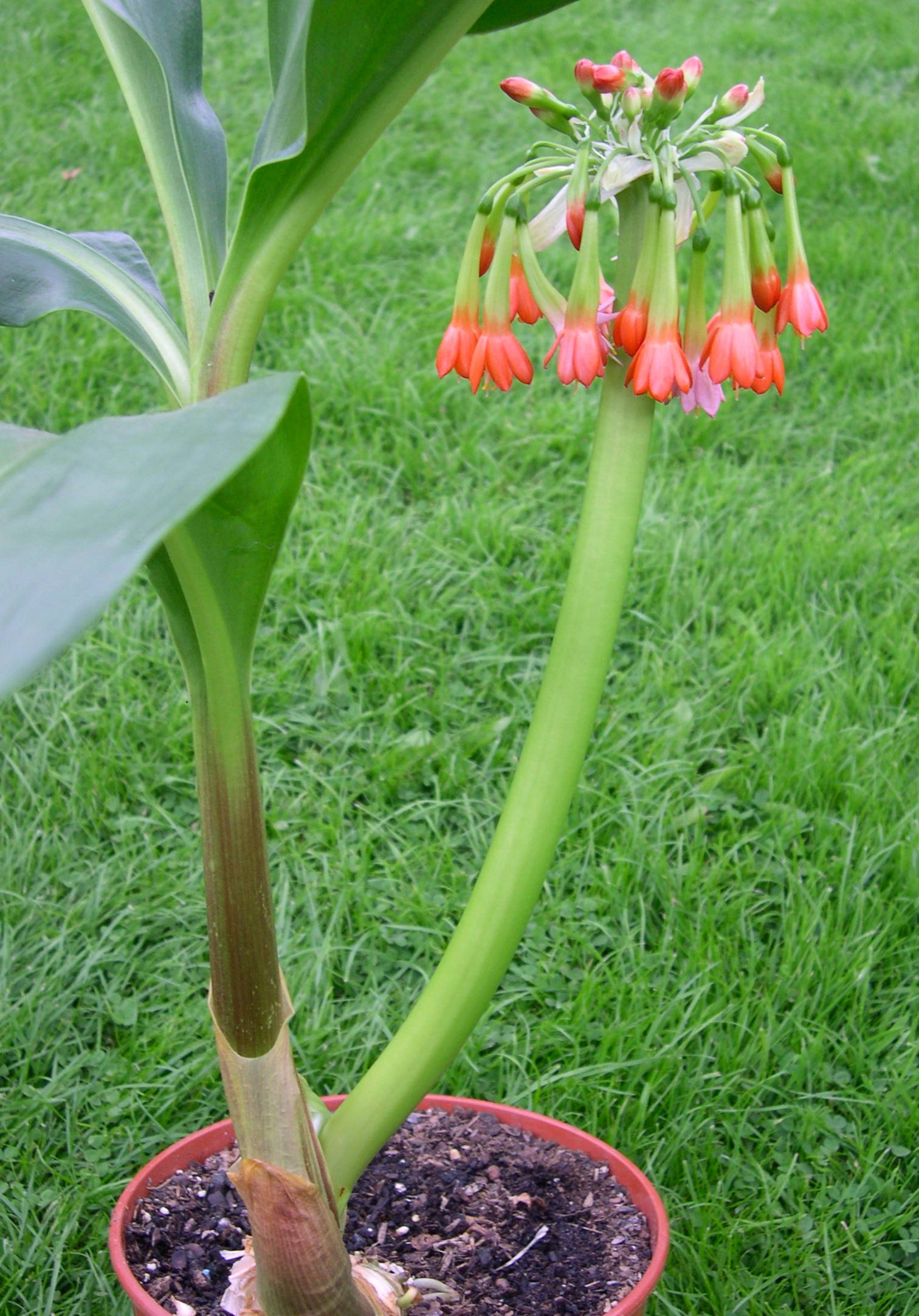
Habitus und Blütenstand von Scadoxus cyrtanthiflorus

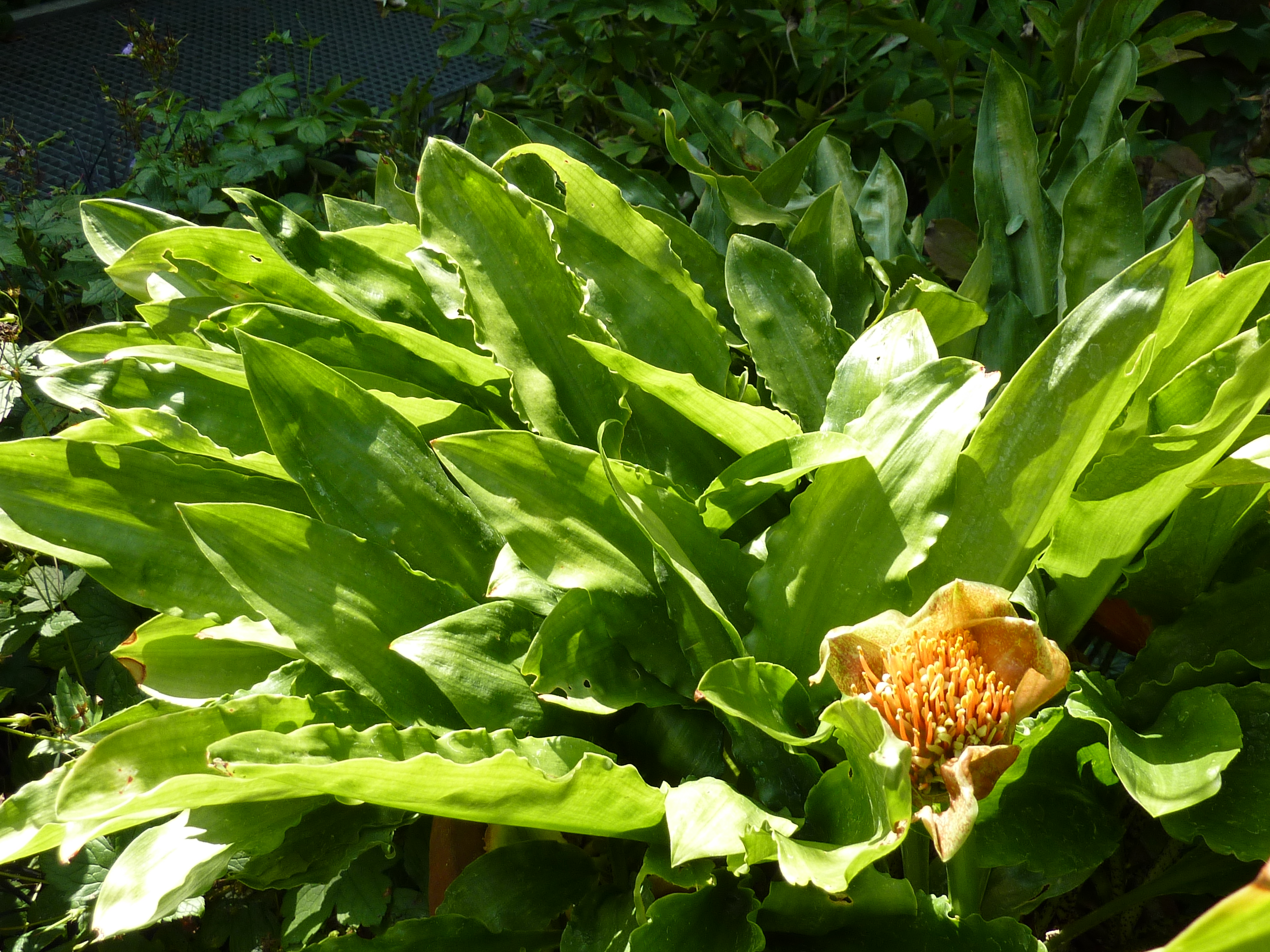
Habitus und Blütenstand von Scadoxus membranaceus

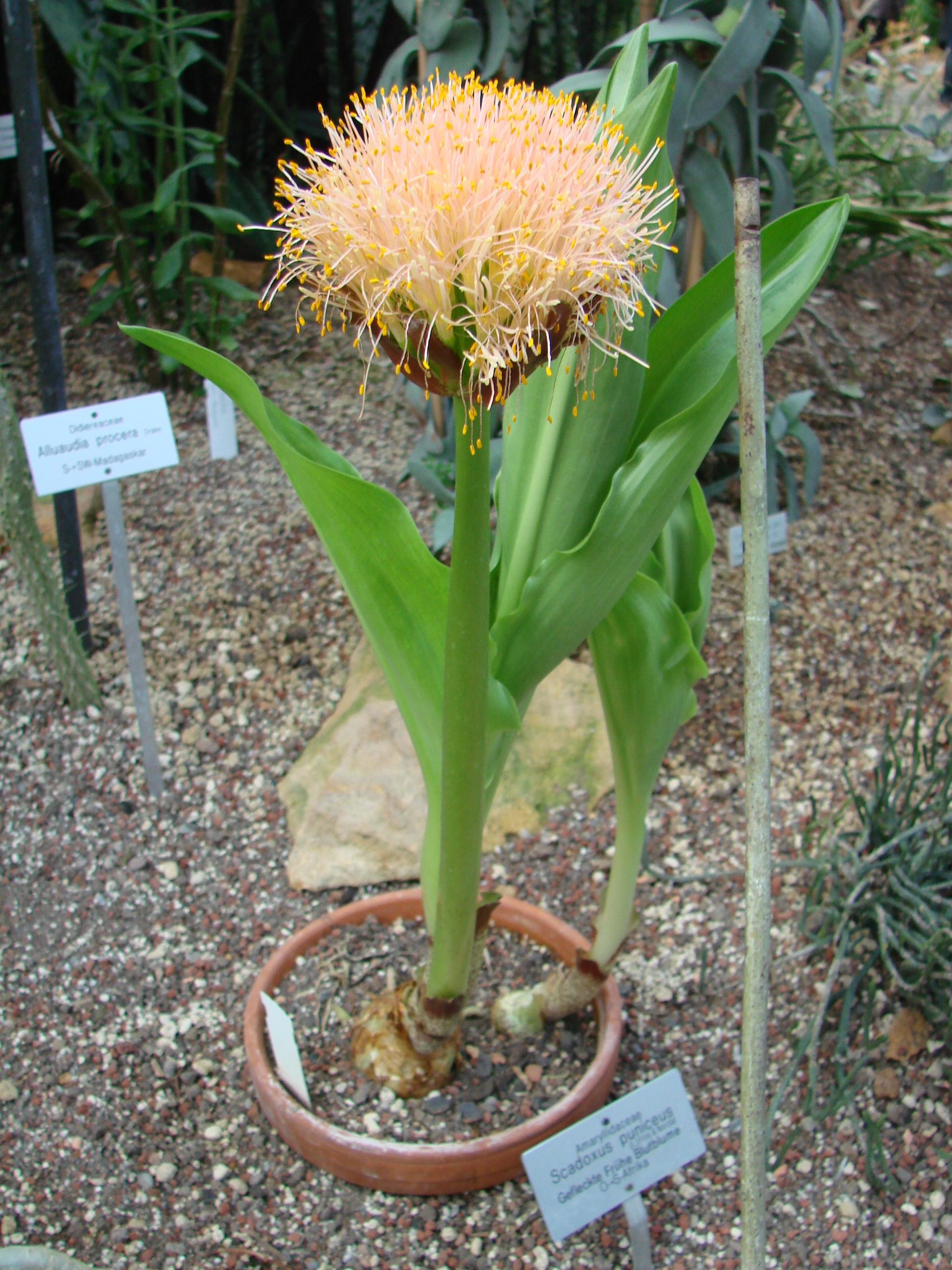
Habitus und Blütenstand von Scadoxus puniceus

Scadoxus-Arten wachsen als ausdauernde krautige Pflanzen. Diese Geophyten bilden dicht unter der Erde wachsende, große und dicke Zwiebeln als Überdauerungsorgane. Die Laubblätter sind im Vergleich zu Haemanthus dünn, glatt mit einem auffälligen Hauptnerv und einer wie ein Blattstiel wirkenden verschmälerten Basis.
Die Scadoxus-Arten beginnen bereits zu blühen, wenn die Laubblätter noch nicht voll ausgetrieben sind. Dies ist auch bei den meisten Haemanthus-Arten so. Scadoxus-Arten blühen überwiegend im Frühjahr (Scadoxus multiflorus subsp. katharinae im Spätsommer).

## Systematik und Verbreitung
Die Gattung Scadoxus wurde durch Constantine Samuel Rafinesque-Schmaltz aufgestellt. Typusart ist Scadoxus multiflorus (Martyn) Raf. Scadoxus Raf. sind: Nerissa Salisb., Demeusea De Wild. & T.Durand, Choananthus Rendle. Die Arten der Gattung Scadoxus wurden früher in die eng verwandte Gattung Haemanthus gestellt.
Die beiden nah verwandten Gattungen Scadoxus und Haemanthus gehören zur Tribus Haemantheae in der Unterfamilie der Amaryllidoideae innerhalb der Familie der Amaryllidaceae.
Die Gattung Scadoxus ist von der arabischen Halbinsel über Ostafrika und das tropische bis ins südliche Afrika weitverbreitet. Alle Scadoxus-Arten gedeihen in Sommerregen-Gebieten.
Es gibt etwa neun Arten in der Gattung Scadoxus:
- Scadoxus cinnabarinus (Decne.) Friis & Nordal: Sie ist im tropischen Afrika, beispielsweise in Westafrika, Zentralafrika, Angola sowie Uganda weitverbreitet.[3]
- Scadoxus cyrtanthiflorus (C.H.Wright) I.Friis & I.Nordal: Sie ist im tropischen Afrika von der östlichen Demokratischen Republik Kongo bis ins westliche Uganda verbreitet.[3]
- Scadoxus longifolius (De Wild. & Th.Dur.) I.Friis & I.Nordal: Sie kommt nur in der Demokratischen Republik Kongo vor.[3]
- Scadoxus membranaceus (Bak.) I.Friis & I.Nordal: Sie kommt in den südafrikanischen Provinzen Ostkap sowie KwaZulu-Natal vor.[4]
- Scadoxus multiflorus (Martyn) Raf.: Es gibt drei Unterarten:
  - Scadoxus multiflorus subsp. katharinae (Baker) Friis & Nordal (Syn.: Haemanthus katharinae Baker, Haemanthus multiflorus subsp. katharinae (Baker) I.Bjørnstad & Friis): Sie ist von Simbabwe sowie Mosambik bis Eswatini und zu den nördlichen südafrikanischen Provinzen Mpumalanga, Ostkap sowie KwaZulu-Natal verbreitet.[3][5][4]
  - Scadoxus multiflorus subsp. longitubus (C.H.Wright) Friis & Nordal (Syn.: Haemanthus longitubus C.H.Wright, Haemanthus multiflorus subsp. longitubus (C.H.Wright) I.Bjørnstad & Friis, Haemanthus mannii Baker): Sie ist im tropischen Westafrika verbreitet.[3]
  - Scadoxus multiflorus (Martyn) Raf. subsp. multiflorus: Sie ist tropischen und südlichen Afrika und auf der südwestlichen Arabischen Halbinsel verbreitet.[3]
- Scadoxus nutans (I.Friis & Bjrnst.) I.Friis & I.Nordal: Sie kommt nur im südwestlichen Äthiopien vor.[3]
- Scadoxus pole-evansii (Oberm.) I.Friis & I.Nordal: Sie kommt nur im südöstlichen Simbabwe vor.[3]
- Scadoxus pseudocaulus (Bjrnst. & I.Friis) I.Friis & I.Nordal: Sie ist im tropischen Afrika vom südlichen Nigeria, Kamerun und Gabun bis Äquatorialguinea verbreitet.[3]
- Scadoxus puniceus (L.) Friis & Nordal: Sie ist von Ostafrika (Äthiopien) über das tropische Afrika bis ins südliche Südafrika weitverbreitet.[3]

## Nutzung
Scadoxus multiflorus und Scadoxus puniceus werden als Zierpflanzen verwendet.
In den gemäßigten Gebieten werden die Scadoxus-Arten nur in Gewächshäusern oder selten als Zimmerpflanze gepflegt.